# Shamita Shetty
Pour les articles homonymes, voir Shetty.
Shamita Shetty (née le 2 février 1979 à Mangalore) est une actrice indienne. Elle commence sa carrière dans Mohabbatein qui est l'un des plus grands succès de l'année 2000. Sa sœur Shilpa est également actrice.

## Biographie
Shamita Shetty est née dans l’État du Karnataka et sa langue maternelle est le toulou. Elle est la deuxième fille de Surendra et Sunanda Shetty qui tiennent une entreprise de fabrication de bouchons plastiques pour l'industrie pharmaceutique.
Shamita Shetty fréquente la St Anthony's Girls High School (Chembur, Bombay) puis elle commence des études de stylisme qu'elle abandonne pour suivre les pas de sa sœur, Shilpa Shetty, déjà bien établie dans l'industrie du cinéma hindi.  

## Carrière
Shamita Shetty est très vite repérée par Aditya Chopra qui lui fait faire ses premiers pas au cinéma dans Mohabbatein, un des grands succès de l'année 2000. Elle apparaît ensuite dans des item numbers dans Mere Yaar Ki Shaadi Hai et Saathiya puis tente sa chance dans des films du Sud avec Raajjiyam (tamoul) et Piliste Palakutha (télougou). En 2004 elle revient à Bollywood avec Agni Pankh et Wajahh qui ne rencontrent pas la faveur du public.
En 2005 sa carrière redémarre grâce à Bewafaa de Dharmesh Darshan dans lequel elle joue aux côtés d'Anil Kapoor, Akshay Kumar, Kareena Kapoor et Sushmita Sen. Mais les films suivants sont décevants, Zeher (2005), Mohabbat Hai Ho Gayi Tumse (2006) et Fareb (2005) dans lequel apparaît aussi sa sœur. Les sœurs Shetty se retrouvent de nouveau dans un épisode de la série télévisée Jai Jawan.
En 2007 Shamita Shetty tourne aux côtés d'Ajay Devgan, Ritesh Deshmukh et Zayed Khan dans Cash qui ne réussit pas à recouvrer le budget investi. On la voit également dans des item numbers dans Heyy Babyy et Hari Puttar.
En 2009 Shamita Shetty participe à la 3e saison de l'émission Bigg Boss et en 2011, elle finit le tournage du film tamoul Naan Awiti Aval.
En 2021, elle participe à Bigg Boss OTT, et termine à la 3e place. Dès octobre 2021 elle participe à la saison 15 de Big Boss.

## Filmographie
- 2000 : Mohabbatein d'Aditya Chopra
- 2002 : Mere Yaar Ki Shaadi Hai de Sanjay Gadhvi - Apparition dans la chanson Sharara
- 2002 : Saathiya de Shaad Ali - Apparition dans la chanson Chori Pe Chori
- 2003 : Piliste Palukutha de Kodi Ramakrishna
- 2004 : Agni Pankh de Sanjeev Puri
- 2004 : Wajahh: A Reason to Kill de Gautam Adhikari
- 2005 : Mohabbat Ho Gayi Hai Tumse de Rishi Talwar
- 2005 : Bewafaa de Dharmesh Darshan
- 2005 : Zeher de Mohit Suri
- 2005 : Fareb de Deepak Tijori
- 2007 : Tere Pyaar Ki Kasam de Mahesh Manjrekar
- 2007 : Cash de  Anubhav Sinha
- 2007 : Heyy Babyy de  Sajid Khan (participation exceptionnelle)
- 2007 : Hari Puttar de  Lucky Kohli (participation exceptionnelle)
- 2011 : Naan Awiti Aval de Kona Venkat (film tamoul)

## Télévision
- 2009 : Big Boss